# Wolverton Mountain
"Wolverton Mountain" blev en hitlåt som sköt fart på Claude Kings karriär i USA 1962. Låten skrevs tillsammans med Merle Kilgore, och är baserad på den verklige personen, Clifton Clowers, som levde i Wolverton Mountain i Arkansas. Låten tillbringade nio veckor på den amerikanska countrylistan 1962.  Det var också en stor crossover-hit, med sjätteplats på poplistorna  och nummer tre på easy listening-listan.
Countrysångaren Dickey Lee, som då fortfarande var på frammarch på musikscenen, tolkade låten bara några månader efter släppet.
1965 spelade Bing Crosby in låten på albumet "Bing Crosby Sings The Great Country Hits"
1966 fick Olle Adolphson en svenskspråkig hitversion, med text av honom själv, "Skattlösa bergen", på Svensktoppen  (låten hade dock spelats in redan året innan framförd av Per Myrberg). 1988, Lasse Stefanz tolkade Lasse Stefanz-låten med denna text. 
Steinar Storm Kristiansen skrev text på norska, «I villeste Toten», utgiven av Scandinavia på singeln Mariann Records MSN 156 1990. Arrangör var Pete Knutsen, och producerade gjorde Steinar Storm Kristiansen.
Låten handlar om en kille som förälskat sig i en flicka som bor uppe i bergen, men hon är dotter till en beväpnad man som alltid är på sin vakt. Ändå beslutar sig jag-personen för att trotsa farorna, och ta sig upp i bergen.

### Fotnoter
1. ↑  Whitburn, Joel (2004). The Billboard Book of Top 40 Country Hits: 1944-2006, Second edition. Record Research. sid. 190
2. ↑  Whitburn, Joel (2004). The Billboard Book of Top 40 Hits: Eighth Edition. Record Research. sid. 346
3. ↑  Svensktoppen - 1966
4. ↑  Information at Svensk mediedatabas
5. ↑  Scandinavia - På Villeste Toten (7", Single) at Discogs